# Starčevljani
Starčevljani – wieś w Chorwacji, w żupanii bielowarsko-bilogorskiej, w gminie Kapela. W 2011 roku liczyła 151 mieszkańców.